# 国防省
39°03′32″N 125°44′25″E / 39.058780487°N 125.740413938°E
国防省（朝鲜语：／），2020年11月前称人民武力省（朝鲜语：／），為朝鮮的最高軍事行政部門，隸屬於國務委員會。

## 沿革
1948年2月7日，北朝鮮人民委員會宣布建立民族保卫局，由金策擔任局长，负责朝鲜人民军前身「保安队」的設置。朝鮮1948年9月建国后，宣布建立民族保卫省，作为内阁下的军事机关，负责朝鲜人民军事务，首任民族保卫相是崔庸健。1948到1972年間，民族保卫省一直是國家的最高军事机关。1972年朝鮮修宪，设立國防委員會，民族保卫省改为人民武力部，从属于政务院。1982年，人民武力部从政务院分离，直属中央人民委员会，但是保留政务院序列。1998年9月改稱人民武力省，2000年改回人民武力部，从此由国防委员会管理。2016年6月29日朝鮮再度修憲後改隸國務委員會，又改回人民武力省，2020年底改称国防省。

## 下屬機構（含勞動黨機關）
- 外事局
- 幹部局
- 軍事裁判局
- 軍事檢查局
- 警務局（憲兵職能）
- 勞動黨組織指導部生活指導第13科（指導軍隊黨組織活動，對總政治局下達指示）
- 人民軍黨委會（人民軍最高黨務機關，總政治局是其執行機構）
- 革命史跡館

名義上，人民軍總參謀部、人民軍總政治局、人民軍後方總局都歸人民武力部領導（實際以上三個部門屬於人民軍最高司令部）。保衛司令部和護衛司令部名義上也是人民武力部一部分。

## 机关报
国防省机关报为《朝鲜人民军》报。

## 历任领导
人民武力部的最高领导人为人民武力部部长，人民武力省的最高领导人为人民武力相，国防省的最高领导人为国防相。
| 姓名       | 朝鲜文 | 任期                   | 备注                         |
| ---------- | ------ | ---------------------- | ---------------------------- |
| 崔庸健次帅 | 최용건 | 1948年9月－1957年9月   |                              |
| 金光侠大将 | 김광래 | 1957年9月－1962年10月  |                              |
| 金昌奉大将 | 김창봉 | 1962年10月－1968年12月 |                              |
| 崔贤大将   | 최현   | 1968年12月－1972年12月 |                              |
| 崔贤大将   | 최현   | 1972年12月－1976年5月  | 1972年12月改称人民武装力量部 |
| 吴振宇元帅 | 오진우 | 1976年5月－1995年2月   |                              |
| 崔光元帅   | 최광   | 1995年10月－1997年2月  |                              |
| 金一哲次帅 | 김일철 | 1997年2月－2009年2月   |                              |
| 金永春次帅 | 김영춘 | 2009年2月－2012年4月   |                              |
| 金正阁次帅 | 김정각 | 2012年4月－2012年11月  |                              |
| 金格植大将 | 김격식 | 2012年11月－2013年5月  |                              |
| 张正男大将 | 장정남 | 2013年5月－2014年6月   |                              |
| 玄永哲大将 | 현영철 | 2014年6月－2015年4月   |                              |
| 朴永植大将 | 박영식 | 2015年4月－2018年6月   |                              |
| 努光铁大将 | 로광철 | 2018年6月－2019年12月  |                              |
| 金正寬大将 | 김정관 | 2019年12月－2021年6月  | 2020年11月改称国防省         |
| 李永吉次帅 | 리영길 | 2021年6月－2023年1月   |                              |
| 强纯男大将 | 강순남 | 2023年1月－2024年10月  |                              |
| 努光鐵大將 | 로광철 | 2024年10月－           |                              |